# Germanetes dels Pobres
Les Germanetes dels Pobres, en francès Petites Sœurs des Pauvres, són germanes d'una congregació religiosa, institut religiós de dret pontifici. Dedicades a l'assistència als necessitats, posposen al seu nom les sigles P.S.D.P.

## Història

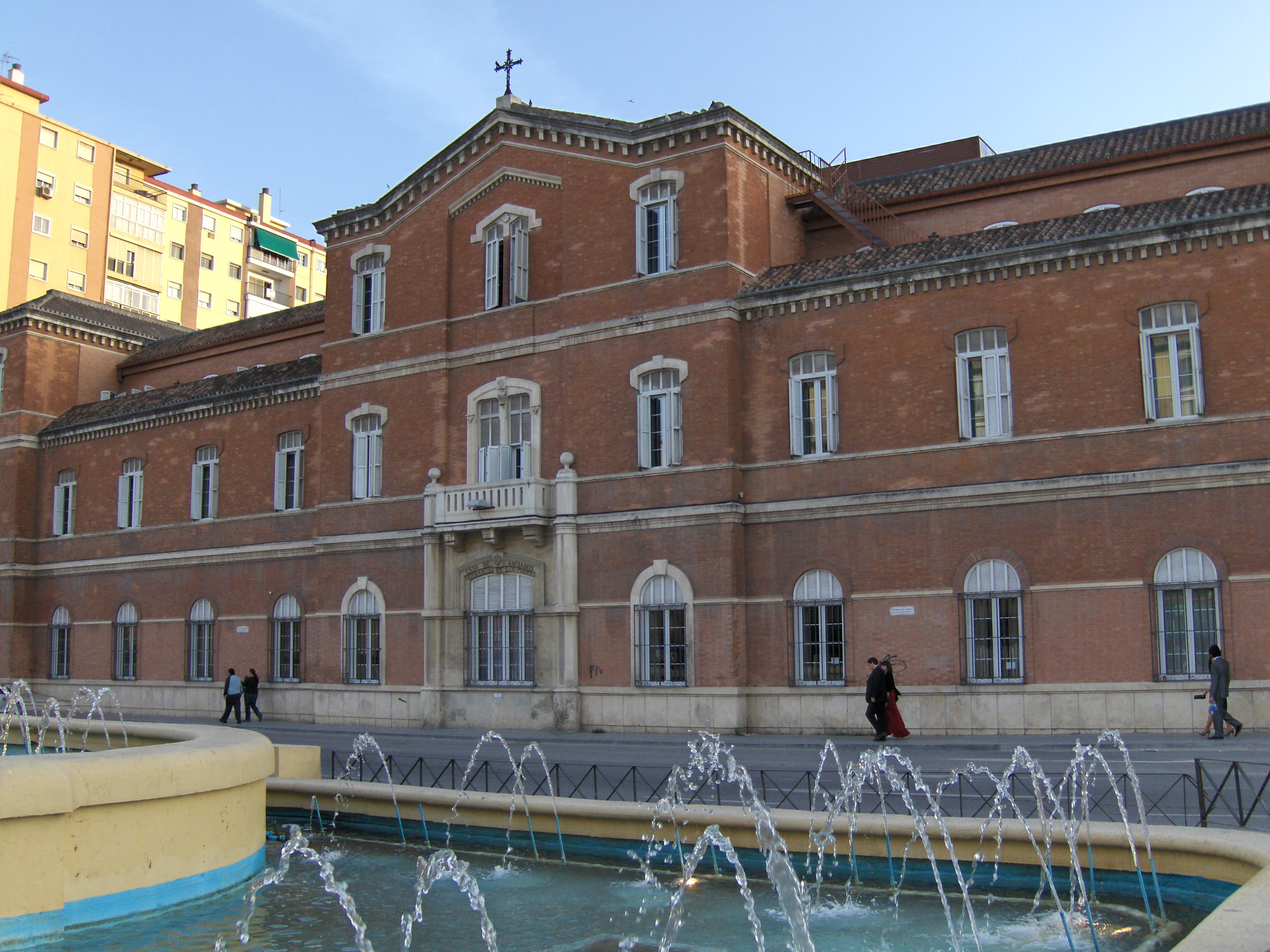
Casa de Màlaga

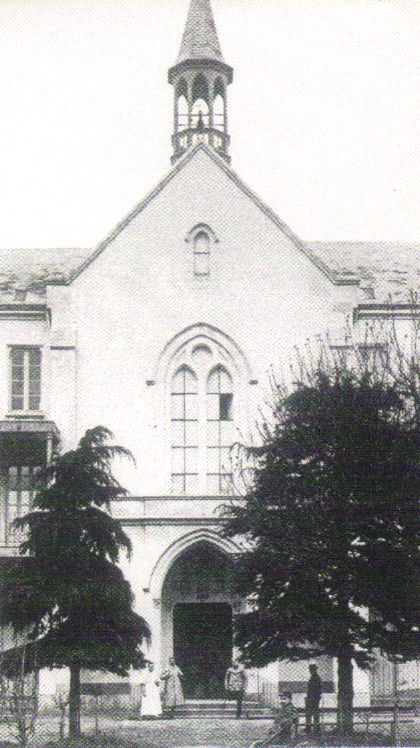
Casa a Les Maillets (Le Mans), 1865

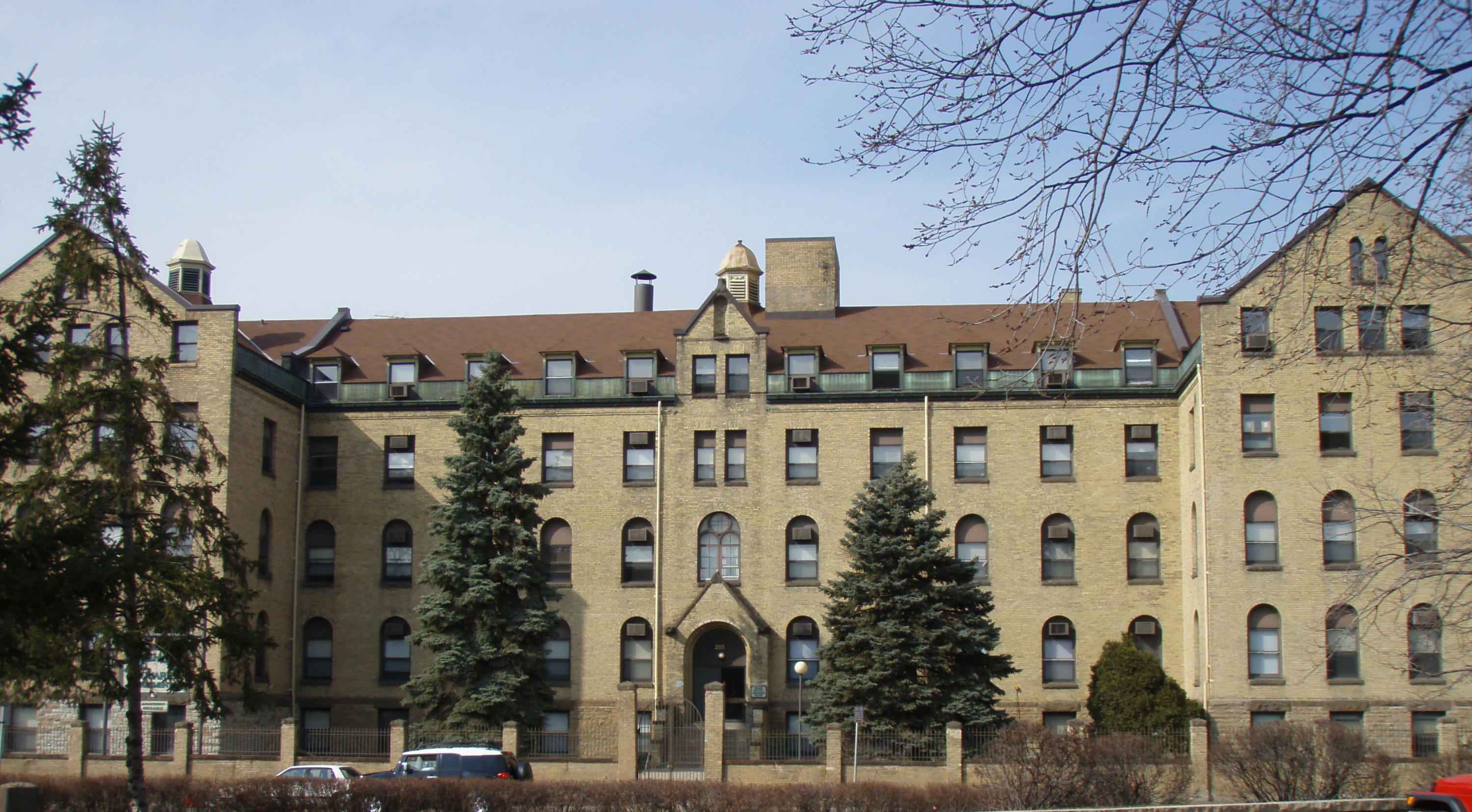
Casa de Minneapolis

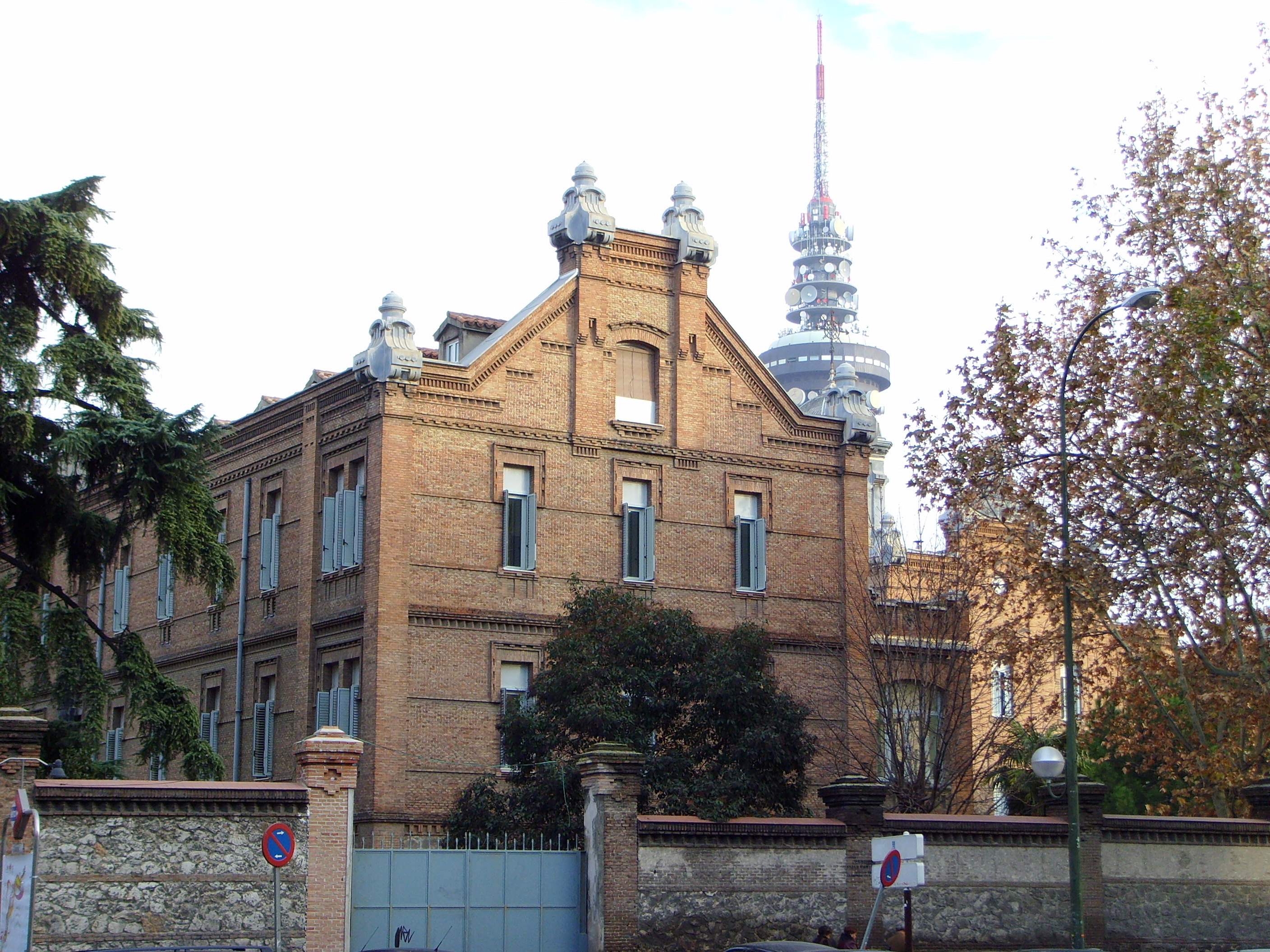
Casa de Madrid

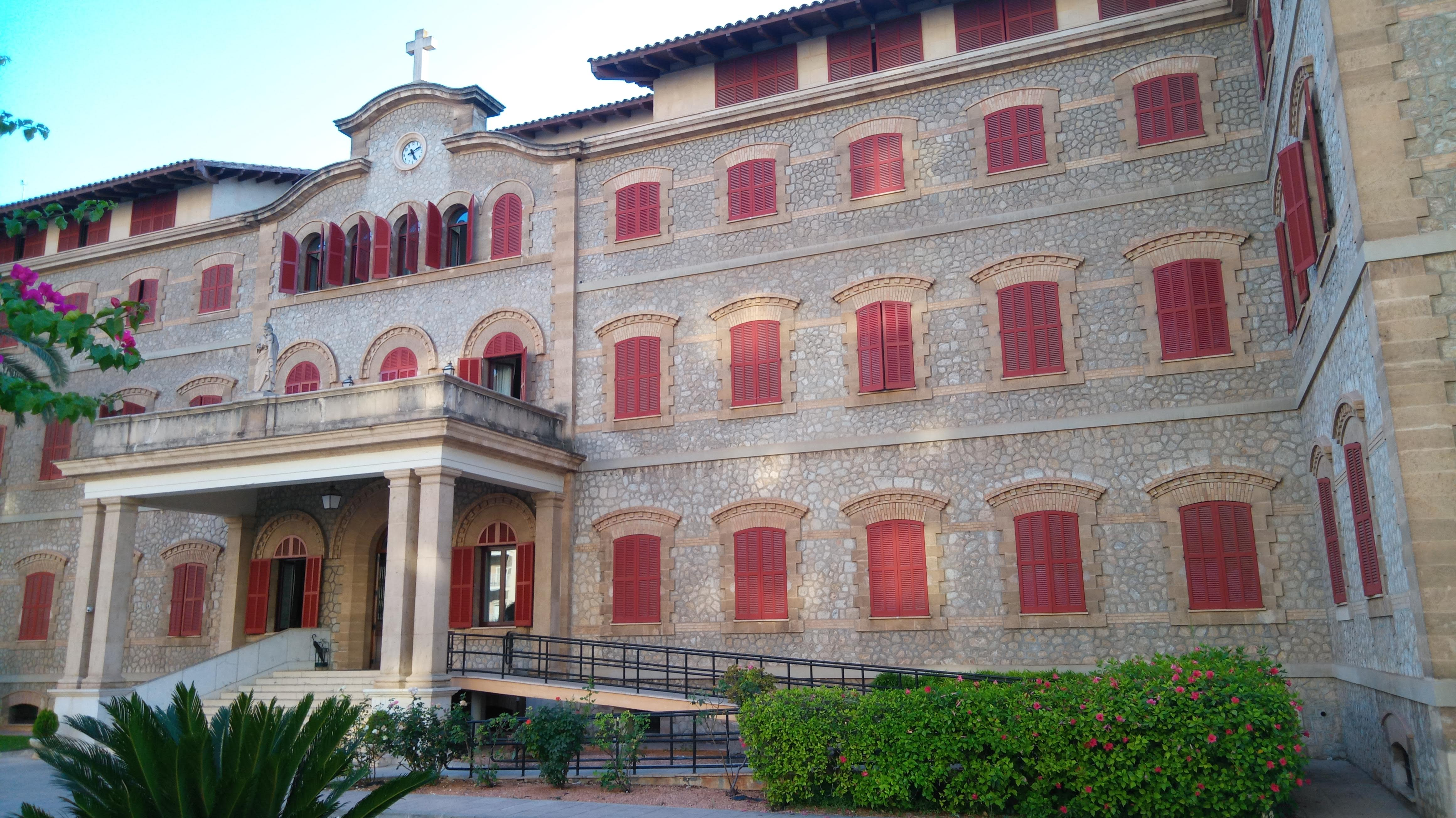
Casa de Palma

Els orígens de la congregació es remunten a l'hivern de 1839, quan Jeanne Jugan (1792-1879), d'acord amb les seves companyes de pis, Françoise Aubert i Virginie Trédaniel, va començar a acollir a casa seva, a Saint-Servan-sur-Mer (Saint-Malo, Bretanya), gent necessitada: la primera, Anne Chauvin, una anciana cega. A la seva tasca s'uniren la Trédaniel i Marie Jamet, una altra amiga. Madeleine Bourges, una jove malalta, és atesa pel grup i, un cop recuperada, el desembre de 1840, s'hi uneix: començar a ésser una comunitat estable i l'1 d'octubre de 1841 marxen a una casa més gran al mateix poble.
Com a confraria dedicada a l'ajut a ancians pobres i malalts, i aconsellades pels Germans de Sant Joan de Déu, comencen a demanar almoina per al seu manteniment. Les peticions per a ésser atesos per les germanes creixen i han de tornar a traslladar-se, ara a l'antic convent de les Filles de la Creu, el febrer de 1842. El 29 de maig de 1842 el rector de la parròquia, pare Le Pailleur, nomena Jugan superiora de la comunitat i amb el nom de Serventes dels Pobres, va ésser associada el 29 d'agost de 1842 a l'Orde Hospitalari de Sant Joan de Déu. En són membres, llavors, Jugan, Trédaniel, Bourges i, a partir de l'octubre, Marie Jamet.
La fundadora fou superiora de l'institut entre fins al 1844, quan és destituïda per Le Pailleur, que imposa Jamet com a nova superiora. El mateix 1844, Jugan rep el premi Montyon, concedit per l'Académie française, per la seva tasca benèfica: aquest fet la farà coneguda i, sobretot, farà que la congregació aparegui als mitjans de comunicació, rebent a partir de llavors ajuts i donacions. El 1844 va prendre el nom de Germanes dels Pobres i el 1849 al ja definitiu de Germanetes dels Pobres. Se'n van fundar noves cases en 1846, a La Piletière (Rennes) i Dinan, i d'altres arreu de França (Tours, 1847). Charles Dickens va visitar-ne una el mateix 1846, la qual cosa contribuí a la seva fama.
El 1847 té lloc el primer capítol general de la congregació; les males relacions amb Le Pelletier, però, fan que Jugan no hi sigui convidada. Un article a un diari d'abast estatal, en 1848, fa que la congregació sigui encara més publicitada. En 1850 s'obre casa a Angers i ja n'hi ha més de cent germanes. La congregació fou aprovada pel bisbe de Rennes, Brossais Saint-Marc, el 29 de maig de 1852. El noviciat i casa mare, que havien anat a Tours, van a Saint-Pern, a l'antic monestir de La Tour Saint-Joseph, que havia estat comprat per l'institut. Va rebre el decretum laudis el 9 de juliol de 1854 i les constitucions en foren aprovades definitivament el dia 1 de març de 1879.
En 1851 s'obre la primera fundació fora de França, a Londres, i el 1853 a Bèlgica. L'expansió és molt gran a partir de 1855 i amb la intervenció del pare Ernest Lelièvre: a la mort de la fundadora, ja tenia 2.400 germanes en 170 comunitats a França, Anglaterra, Bèlgica, Escòcia, Espanya (1863), Irlanda, Estats Units, Algèria, Itàlia i Malta.
El 1882 es funda la primera casa asiàtica a Calcuta (Índia), el 1884 a Melbourne (Austràlia) i el 1885 a Valparaíso (Xile).

## Activitat i difusió
Les Germanetes dels Pobres es dediquen a l'assistència material i espiritual dels ancians pobres. A més fan vida semi-contemplativa. Són presents a Àfrica (Algèria, Benín, República del Congo, Kenya i Nigèria), Amèrica (Argentina, Canadà, Colòmbia, Estats Units, Perú, Xile), Àsia (Corea, Hong Kong, Índia, Malàisia, Filipines, Sri Lanka i Taiwan), Europa (Bèlgica, França, Irlanda, Itàlia, Malta, Portugal, Regne Unit, Espanya i Turquia) i Oceania (Austràlia, Nova Zelanda i Samoa). La seu general és a Saint-Pern (Bretanya, França).
A finals de 2005, la congregació tenia 2.885 religioses en 206 cases que tenen cura d'uns 13.000 persones.